# 導火綫 (電影)
《導火綫》，原名《破軍》，是於2007年出產的港產片，為2005年電影《殺破狼》的前傳，講述該作品中馬軍之前的故事，由葉偉信執導，甄子丹領銜主演兼任動作導演，古天樂、范冰冰、呂良偉及鄒兆龍領銜主演，鄭則士及行宇主演。
這次是繼《殺破狼》和《龍虎門》後葉偉信和甄子丹第三次合作。

## 劇情
時間設定在1997年港英時代、在馬軍（甄子丹飾）從高處被王寶推下樓致死的幾年前。
重案組督察馬軍，雖然身手不凡，但命犯破軍，一生命途充滿鬥爭……
越南幫三兄弟：老大渣哥（呂良偉飾）目無法紀霸氣縱橫、老二Tony（鄒兆龍飾）智勇雙全不擇手段、老三阿虎（行宇飾）拳腳了得暴戾兇殘。三兄弟於黑道日益壯大，要除掉死對頭老鬼山。血戰當中，眼見成功在望，卻想不到身邊得力保鏢華生（古天樂飾）竟是馬軍安插下來的警方臥底。就在馬軍展開拘捕行動之際，華生的臥底身份被揭穿險些送命！馬軍怒氣下將阿渣截擊扣查，亦迫使Tony、阿虎二人敗走……
Tony為求脫身，一夜間把能指證他們罪行的證人通通滅口，最後只剩下已成瘸子的華生能做證人，此時華生深愛的女友秋堤（范冰冰飾）卻突然遭俘虜……馬軍為救人質及將渣哥一黨繩之於法，不顧一切隻身硬闖龍潭虎穴與他們拚個死活！

## 演員
| 演員     | 角色           | 簡介 |
| 甄子丹   | 馬軍           | 督察，擁有高超的格鬥技，常被上司責罵暴力執法，打死阿虎，險勝Tony |
| 古天樂   | 華生           | 警方臥底，潛入越南幫成為頭馬，影片中段被Tony識破。秋堤男友 |
| 呂良偉   | 冼偉查         | 渣哥 越南人，三兄弟大哥，越南幫頭目，為人囂張跋扈，喜愛跳舞。 |
| 鄒兆龍   | Tony           | 越南人，三兄弟二哥，越南幫頭目，三兄弟中最能體現出老大風範的一人，三兄弟中最能打者，也是三兄弟中最聰明的，為人處事殺伐果斷極度兇殘，為達目的不擇手段，後與馬軍交手一度力壓馬軍，最後不敵。 |
| 釋延能   | 阿虎           | 越南人，三兄弟三弟，越南幫頭馬，拳腳功夫了得，為人暴力成癮，一言不合就大打出手，三兄弟中最沒有城府者，和馬軍交手中蓄意傷害無辜小女孩對馬軍作威脅，後被馬軍打死。                           |
| 范冰冰   | 秋堤           | 華生女友 |
| 鄭則士   | 黃警司         | 馬軍及華生之上司 |
| 許 晴    | 劉警司         | |
| 夏 萍    | 越南三兄弟的媽 | |
| 林國斌   | 山哥           | |
| 羅 蘭    | 馬軍母         | |
| 汪圓圓   | 小櫻           | 警員，與馬軍於醫院升降機裡拘捕阿虎期間被流彈射殺 |
| 洪天明   | 揚仔           | 警員 |
| 何華超   | 大炮           | 警員 |
| 惠天賜   | 四眼           | |
| 艾威     | 大俠           | |
| 谷垣健治 | Kenji          | Tony手下，越南幫成員。 |
| 何少奇   | 警察學堂學員   | |

## 獎項及提名
| 年度   | 颁奖典礼             | 奖项         | 姓名                         | 结果 |
| ------ | -------------------- | ------------ | ---------------------------- | ---- |
| 2007年 | 第44屆金馬獎         | 最佳音效     | 北京和聲創景音頻技術有限公司 | 提名 |
| 2007年 | 第44屆金馬獎         | 最佳動作設計 | 甄子丹                       | 獲獎 |
| 2008年 | 第27屆香港電影金像獎 | 最佳動作設計 | 甄子丹                       | 獲獎 |
| 2008年 | 第27屆香港電影金像獎 | 最佳音響效果 | Steve Burgess、王磊          | 提名 |

## 外部連結
- 開眼電影網上《導火線》的資料（繁體中文）
- 豆瓣电影上《導火線》的資料 （简体中文）
- 时光网上《導火線》的資料（简体中文）
- AllMovie上《導火線》的资料（英文）
- 爛番茄上《導火線》的資料（英文）
- 香港影庫上《導火線》的資料（繁體中文）
- 互联网电影数据库（IMDb）上《導火線》的资料（英文）